# Wind Magazine
 (juillet 2025).
Si vous disposez d'ouvrages ou d'articles de référence ou si vous connaissez des sites web de qualité traitant du thème abordé ici, merci de compléter l'article en donnant les références utiles à sa vérifiabilité et en les liant à la section « Notes et références ».
Pour les articles homonymes, voir Wind.
Wind Magazine est une publication périodique française édité par les Éditions Nivéales, traitant de la pratique de la planche à voile. Près de 400 numéros ont été publiés depuis sa création en 1977 par Jean-Luc Marty sous le nom de Windsurfing (bimestriel), devenu Wind en 1980. Acquis par Emap France à Gerpresse (groupe Hersant) en 1994. Confié en location-gérance par Mondadori France (ex-Emap France) aux éditions Nivéales depuis 1998.